# East End de Londres

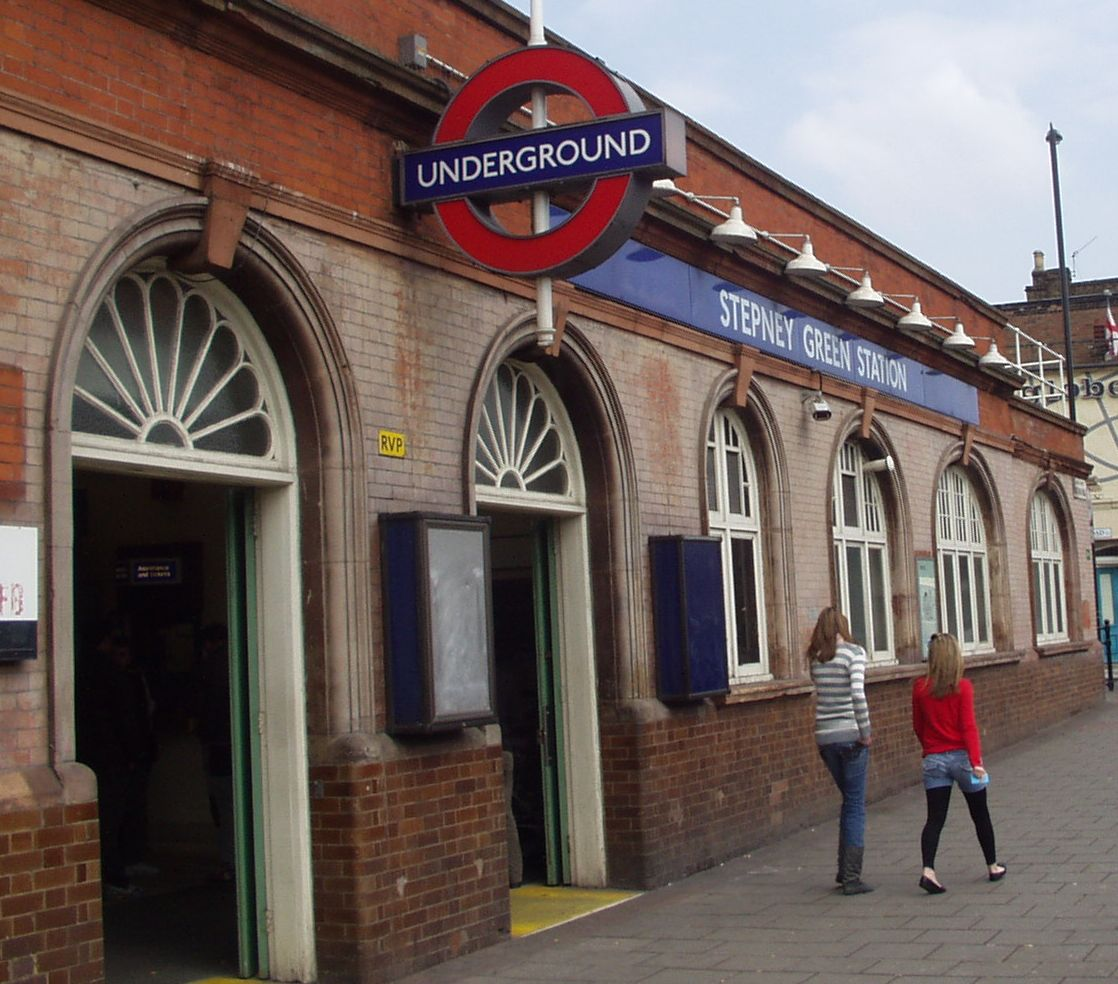

East End es una zona de Londres, Reino Unido. Situada en la parte este de la ciudad, uno de sus lugares más representativos es Whitechapel. La palabra para referirse a sus habitantes es cockney.

## Historia
El East End se fue formando como una zona extramuros de la ciudad desde finales de la Edad Media y siempre fue habitada por inmigrantes llegados de lejos, primero trabajadores llegados de las zonas rurales y después fue fundado Spitalfields en el siglo XVII por inmigrantes hugonotes; siempre fue un barrio marginal conocido por su pobreza y hacinamiento, que entonces se fue llenando de comercios textiles propiedad de estos hugonotes.
A mediados del siglo XIX el barrio empezó a ser poblado por la comunidad judía askenazí procedente de Europa Oriental; hasta que su mejor posición social les permitió desplazarse a mejores barrios. Entonces, a mediados del siglo XX fue cuando la comunidad bengalí empezó a asentarse en la zona, siendo en la actualidad la mayoría de sus habitantes bangladesíes.
En 1888 Jack el Destripador eligió esta zona de la ciudad para acabar con sus víctimas, cinco prostitutas londinenses. En 2007, mediante una prueba de ADN de una chaqueta de Catherine Eddowes, se supuso que el asesino se llamaba Aaron Kosminski, un peluquero de origen polaco de 23 años, que murió en 1919 a la edad de 54 años en un psiquiátrico.
En la década de los 60 fue famosa porque era la zona de acción de los gemelos Kray, dos de los gánsteres más importantes del Reino Unido.
Esta zona también es famosa por ser el lugar donde la banda de heavy metal Iron Maiden comenzó su carrera

## Deporte
Uno de los deportes más practicados en el barrio, al igual que en el resto de Inglaterra, es el fútbol. Un ejemplo es el equipo West Ham United Football Club que se fundó y juega en este lugar.